# Marian Zbrowski

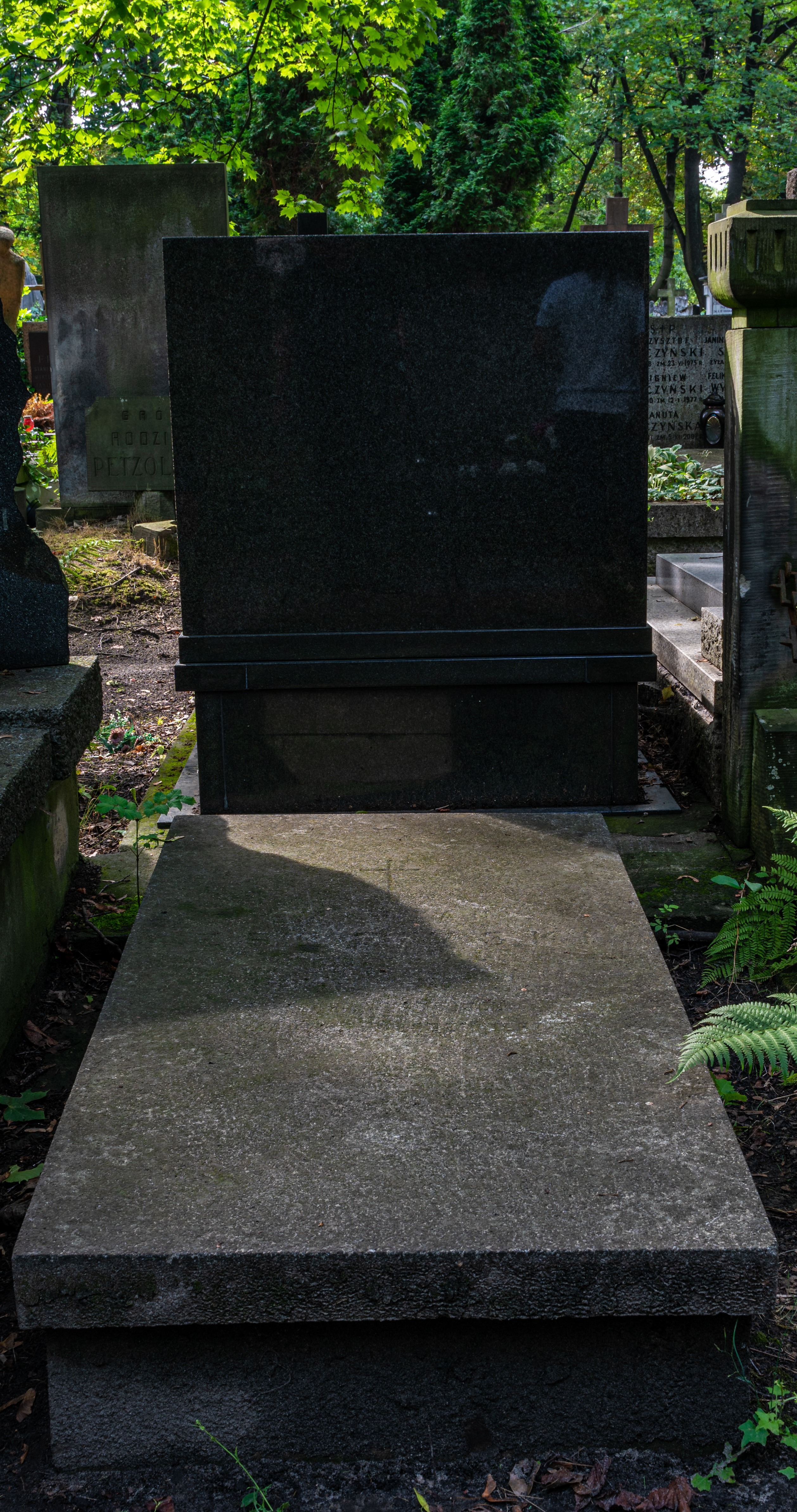
Grób Mariana Zbrowskiego na cmentarzu Powązkowskim

Marian Zbrowski (ur. 9 grudnia 1872 w Opocznie, zm. 1943 lub 1944 w Warszawie) – polski poeta i prawnik.

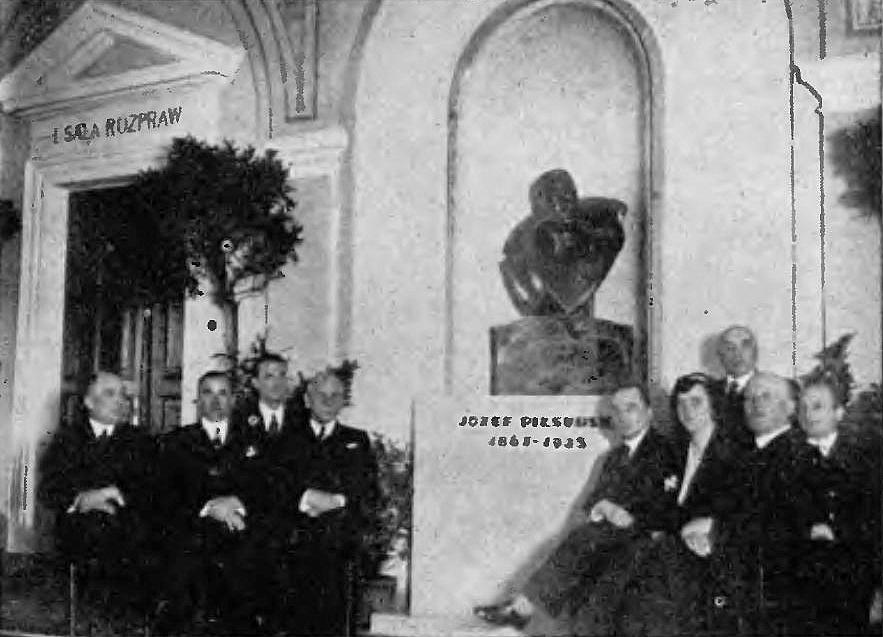
Marian Zbrowski (czwarty z lewej) podczas odsłonięcie popiersia Marszałka Józefa Piłsudskiego w gmachu Sądu Okręgowego we Lwowie w maju 1936. Obok m.in. Józef Chirowski, Juliusz Prachtel-Morawiański, Stanisław Dębicki, Helena Lepiarz, Lucjan Malicki

Był członkiem Komisji Sejmowo-Konstytucyjnej Tymczasowej Rady Stanu. Mianowany członkiem Rady Stanu w 1918 roku. Od początku października 1935 był prezesem Sądu Apelacyjnego we Lwowie, po czym 11 czerwca 1937 został przeniesiony w stan spoczynku. Z dniem 1 lipca 1937 jako emerytowany sędzia został mianowany pisarzem hipotecznym przy wydziale hipotecznym Sądu Okręgowego w Łodzi.
Znany sympatyk socjalizmu, w 1916 roku został jednym z pierwszych członków Stronnictwa Narodowego. Członek zarządu Ligi Morskiej i Kolonialnej, przewodniczący zarządu Uniwersytetu dla Wszystkich.
Zmarł podczas powstania warszawskiego w 1944 roku. Według inskrypcji nagrobnej zmarł w 1943. Został pochowany na cmentarzu Powązkowskim w Warszawie (kwatera 195-1-16). Miał córkę Marię i syna Włodzimierza.

## Twórczość
Zbiory wierszy:
- 1913 – Przemiany